# Jędrzej Morawiecki
Jędrzej Morawiecki (ur. 1977) – polski pisarz, publicysta i reporter; doktor filologii słowiańskiej oraz socjologii. Adiunkt w Instytucie Dziennikarstwa i Komunikacji Społecznej Uniwersytetu Wrocławskiego.

## Życiorys
Od 1998 publikował reportaże w „Tygodniku Powszechnym”, „Polityce” oraz „National Geographic”; współpracował również z I i III programem Polskiego Radia, Radiem Zet oraz Polską Sekcją Radia BBC. Obecnie publikuje w „Nowej Europie Wschodniej” i „Więzi” oraz w periodyku reporterskim „Dziennikarze Wędrowni”, którego jest współzałożycielem.
Jest stypendystą konkursu reportażowego im. Jacka Stwory, stypendystą programu Erasmus Mundus MULTIC 2. W 2013 wygrał Stypendium Twórcze Ministra Kultury i Dziedzictwa Narodowego, otrzymał także III nagrodę w konkursie „Polska i Świat” i nominację do Polskiego Pulitzera Press. Morawiecki zdobył także wyróżnienie na Festiwalu Filmowym Stop Klatka w Szczecinie oraz nagrodę „Reporterzy – Reporterom”, którą ufundowali dziennikarze relacjonujący Strajk w Stoczni Gdańskiej (za reportaż radiowy zrealizowany wspólnie z Magdą Skawińską).
W 2005 obronił doktorat z filologii rosyjskiej na Uniwersytecie Wrocławskim będący analizą współczesnego reportażu rosyjskiego w tygodniku „Ogoniok”. Reportaż rozpatrywany był pod kątem jego funkcji dokumentalnej i perswazyjnej. W 2007 obronił socjologiczną pracę doktorską dotyczącą prowadzonej przez pięć lat obserwacji uczestniczącej w syberyjskiej sekcie wissarionowców.

## Publikacje
- 2014 – Cztery zachodnie staruchy. Reportaż o duchach i szamanach
- 2012 – Krasnojarsk zero (nagroda im. Beaty Pawlak w 2012 oraz nominacja do nagrody Ambasador Nowej Europy w 2013)
- 2011 – Głubinka. Reportaże z Polski[3]
- 2011 – Schyłek zimy
- 2010 – Łuskanie światła. Reportaże rosyjskie[4] (nominacja do nagrody im. Beaty Pawlak w 2011)
- 2010 – Mały człowiek. O współczesnym reportażu w Rosji
- 2010 – Syberyjska sekta wissarionowców jako fenomen społeczno-religijny